# Шипково
Шипково е село в Северна България. То се намира в община Троян, област Ловеч.

## География
Село Шипково се намира в Стара планина, на 20 км западно от Троян, и е известно като място за балнеолечение от стари времена с топлия минерален извор (32 °C/ до 10 литра в секунда) в едноименния курорт, на около 2 км от селото. Минералният състав на водата лекува чернодробни, бъбречни и стомашни заболявания.
За отсядане в курорта предлагат спокойна обстановка къщи за гости и хотели. Има басейн с минерална вода, от нея се отопляват и някои от хотелите.

## История
Шипково съществува от преди 1630 г. Селото е получило наименованието си от първите заселници, заради шипковите храсти. Пръв, които се е заселил на мястото на старо Шипково е дядо Дочо Белякът – родственик на Кино Кънчев (откривател на курорта и минералните извори), Цочо Рачев (кръчмар и общественик) – прадядо на Пламен Бояджиев и семейство Дисански. Дочо Белякът е преселник от Беломорието, първоначално се заселва в Троян, а по-късно идва и се установява със семейството си в Шипково.
По време на османската власт в Шипково не е имало турци, което е станало причина в селото постоянно да се заселват хора от близки и по-далечни населени места. Селото също няма никакви малцинства.
В миналото тук е било силно развито килимарството и грънчарството.
Кино Кънчев – създател на курорта. Пръв е открил топлата минерална вода в курорта и лечебните ѝ свойства. Започнал е да къпе хора във водата и се е прочул с балнеолечението. Оттогава курорта се посещава от граждани на всички краиища на България и света. В курорта има паметник на Кино Кънчев.

## Население
Численост и дял на етническите групи според преброяването на населението през 2011 г.:
|                     | Численост | Дял (в %) |
| Общо                | 708       | 100,00    |
| Българи             | 678       | 95,76     |
| Турци               | 0         | 0,00      |
| Цигани              | 4         | 0,56      |
| Други               | 0         | 0,00      |
| Не се самоопределят | 0         | 0,00      |
| Неотговорили        | 24        | 3,38      |

## Религии
Населението е християнско, в селото се намира православен храм.

## Културни и природни забележителности
Като занаяти хората в село Шипково се занимават с грънчарство.

## Други
В близост до минералните бани има открит басейн с минерална топла вода и кафе с лятна градина.
- Шипковски минерални бани
- Хотели в Шипковски минерални бани
- Читалище „Светлина“
- Църквата „Възнесение Господне“ 1858 г.